# Кротошин (Великопольське воєводство)
Кротошин (пол. Krotoszyn, нім. Krotoschin) — місто в західній Польщі, на Каліській височині.

## Демографія
Демографічна структура станом на 31 березня 2011 року:
|          | Загалом | Допрацездатний вік | Працездатний вік | Постпрацездатний вік |
| -------- | ------- | ------------------ | ---------------- | -------------------- |
| Чоловіки | 14264   | 2877               | 9980             | 1407                 |
| Жінки    | 15363   | 2807               | 9234             | 3322                 |
| Разом    | 29627   | 5684               | 19214            | 4729                 |